# 일본붉은배영원
일본붉은배영원(학명: Cynops pyrrhogaster) 또는 일본붉은배도롱뇽은 일본 토종 양서류의 일종으로 영원에 속한다. 나이·유전자·서식지에 따른 개체 간의 차이는 있지만, 대체로 신체 윗부분은 어두운 색을 띠는 반면 밑부분은 밝은 적색에 얼룩진 모양새를 띤다. 다 자란 것은 몸길이가 8~15cm에 달한다. 천적으로부터 자신을 방어하기 위해 강력한 신경독인 테트로도톡신을 함유하고 있으며, 먹이를 통하여 몸에 독을 축적한다.
혼슈·규슈·시코쿠 등 일본 열도 각지의 섬에서 발견할 수 있다. 자연수계·인공수계는 물론, 삼림과 초원 환경에서도 서식한다. 봄부터 초여름에 이르기까지 번식기를 가지며, 교미 준비가 되면 암수 모두가 페로몬을 방출한다. 교미 후 여러 장소에 걸쳐 따로따로 낳은 알은 대략 3주 뒤에 부화한다. 유생은 부화 후 5~6개월이 지나 아성체로 성장하며, 이 기간 동안에는 주로 흙 속에 사는 먹이를 먹는다. 완전히 성숙해진 뒤에는 각종 곤충과 올챙이를 먹고 살며, 동족의 알 따위를 포식하기도 한다. 포식자로부터 대처할 수 있는 적응력이 뛰어나지만, 그 수단은 서식지에 따라 달라진다. 생물학적으로 흥미를 돋우는 여러 특징들을 보유하고 있으며, 절단된 신체를 되돌릴 수 있는 재생력에 대한 연구를 비롯하여 수많은 연구의 대상이 되었다.
일본붉은배영원은 마이오세 중기에 현재의 모습으로 갈라져나와 종이 된 것으로 알려져 있다. 그 이후로도 분포 지역에 따라 모습이 서로 다른 변종 네 종류로 갈라졌는데, 네 개의 변종 모두 동종(同種)으로 인정된다. 현재 야생에서는 개체 수가 감소하고 있으며, 질병 및 애완동물로서의 거래 등이 그 위협 요인으로 지목된다. 다른 한편으로는 사육 상태에서도 문제없이 기를 수 있는 동물이기도 하다.

## 어원과 분류
서양 학계에 일본붉은배영원을 최초로 기재한 사람은 독일의 동물학자 하인리히 보이에로, 일본으로부터 유럽 대륙에 반입된 표본을 관찰하고 1826년 본종에 몰게 퓌로가스테르(Molge pyrrhogaster)라는 학명을 붙였다. 보이에는 이 종과 유럽영원(Lissotriton vulgaris)의 외형을 들어, 만약 일본산이란 걸 몰랐다면 유럽영원으로 착각했을 것이라고 기록했다. 단, 연구에 쓴 표본 중에서 다 자란 개체는 한 마리도 없었다. 퓌로가스테르라는 종명은 그리스어로 불을 뜻하는 퓌로스(purrhos)와 복부를 뜻하는 가스테르(gastēr)를 이은 낱말이다.
한편 네덜란드의 쿤라트 야코프 테밍크와 독일의 헤르만 슐레겔은 1838년 일본붉은배영원의 다른 표본을 가지고 살라만드라 수브크리스타타(Salamandra subcristata)라는, 노랑무늬영원속에 속하는 별도의 신종으로서 기재했는데, 같은 해에 스위스 자연학자 요한 야코프 폰 추디가 이 종을 붉은배영원속으로 이전시켰다. 그리고 1850년, 영국의 존 에드워드 그레이는 보이에와 테밍크가 기재한 두 종을 현용 학명인 퀴놉스 퓌로가스테르(Cynops pyrrhogaster)로 고쳐 통합하였다. 한편 2001년 미토콘드리아 DNA 연구에서는 같은 속에 속하는 추숑붉은배영원과 윈난호반영원이 실은 다른 속에 속할지도 모른다는 의문도 제시되었다.
현재 미국 통합 분류학 정보 시스템에서는 본종의 이명을 16개 등재해 놓고 있다. 한편 지역에 따라 형태가 달라지는 변종·품종에 대한 연구가 활발한 가운데, 과거에는 그 품종을 도호쿠·간토·아쓰미·중간형·사사야마·히로시마 등 6가지로 나눴다. 이 중에서 사사야마 품종은 1969년 독일의 양서파충류학자 로베르트 메르텐스가 트리투루스 퓌로가스테르 사사야마에(Triturus pyrrhogaster sasayamae)라는 아종으로 따로 기재했지만 현재는 본종의 이명으로 간주한다. 현재는 분자분석에 의거해 과거의 6품종에서 4계통군으로 분류 방식이 변경됐다. 특히 과거 사사야마·중간형 품종으로 분류된 개체들은 그 분류의 유효성이 입증된 바가 없어 부정되며, 어떤 연구에서는 두 형태 사이에 전혀 행동차를 발견하지 못했다고 기술하기도 했다.
일본붉은배영원은 현시대로부터 약 1,375만 년 전 마이오세 중기에 가장 가까운 친척인 칼꼬리영원에서 분화해 나왔다. 두 종이 갈라져 나온 공통 조상이 분포했던 곳은 현재 동중국해·난세이 제도가 자리하고 있는 지역으로 추정되고 있다. 이 일대는 당시 유라시아 본대륙과 연결된 지역으로서, 이 조상종은 살고 있던 서식지보다 더 적합한 환경을 찾아 똑같이 유라시아와 연결되어 있던 북쪽 아열대의 일본 열도로 옮겨간 것으로 보인다. 시간이 지나면서 일본붉은배영원은 네 가지 계통군으로 갈라졌다. 그 가운데 약 968만 년 전에 가장 먼저 떨어져나간 것은 북부 계통군이며, 연이어 중부 계통군이 823만 년 전에, 그리고 남부와 서부 계통이 약 405만 년 전에 분열되었다. 이후 최종 빙기를 맞아 남부를 제외한 모든 계통군이 서식지가 협소해졌지만, 이후 다시 서식지가 확장되면서 번성했다. 이 사실을 밝혀낸 연구에서는, 계통군 간의 정확한 관계는 알 수 없지만 분류학적으로는 서로 다른 분류단위에 속할 것이라고 결론지었으며, 단일종치고는 제각기 너무나도 뚜렷한 유전적 차이를 보이고 있다고 보고했다.
주고쿠 지방에서는 중부와 서부 계통군의 서식지가 겹쳐서 계통 간의 교배가 일어나는 일종의 접경지가 형성된다. 중부 계통군은 본래 서식지에서 서진(西進) 중이며 그에 따라 이 혼합 지대도 서쪽으로 넓어지고 있는 추세이다. 이와 같은 계통군 간의 혼합이 잦아질수록 서부 계통군의 유전체는 점진적으로 소진되어 갈 것이다.

## 외형

손 위에 올려놓은 일본붉은배영원

일본붉은배영원은 윗거죽과 아랫거죽이 뚜렷하게 대비되는 색상을 지닌다. 윗면 및 등 쪽은 검은색에 가까운 흑갈색으로, 볼록 나온 잔돌기가 무사마귀처럼 퍼져나와 있다. 배 표면과 꼬리 아랫면은 선홍색 바탕에 검은 무늬가 나 있다. 새끼 가운데 갓난 것은 붉은색 대신 희뿌연 혼색(混色)을 띠며, 조금 자란 것은 붉은색을 띤다. 큰 섬보다 작은 섬에 분포하는 개체들이 붉은 빛깔이 더 선명한 경향성도 보이며, 어떨 때는 배무늬가 아예 없는 것도 발견된다. 수컷은 암컷보다 꼬리가 더 넙적하고 배가 좀더 팽팽히 부풀어 있으며, 특유의 붉은 색조 역시 암컷보다 수컷한테서 더 강하게 나타난다. 전신이 붉은색을 띠는 변종도 존재하는데 해당 색상을 보유한 형질은 열성이며, 개체군을 가리지 않고 나타나지만 대체로 서부 계통군에 더 흔하다.
입천장 뒤편에 자리하고 있는 구개치(口蓋齒)가 있으며 두 줄로 되어 있다. 혀는 비교적 작아서 입 너비의 절반 정도만 된다. 콧구멍은 전면에 위치하고 있어서 위쪽에서 보면 거의 안 보이고, 가까운 쪽 눈보다는 반대쪽 콧구멍과 더 거리가 가깝다. 수컷은 암컷보다 발가락이 길지만, 암컷은 수컷보다 몸길이가 길다. 꼬리는 양옆이 눌린 듯한 형태로 위아래에 지느러미가 나 있다. 등 쪽에는 목덜미에서 꼬리까지 마루처럼 된 돌기가 져 있다. 몸길이는 성체를 기준으로 8~15cm이고, 주둥이부터 항문까지의 길이는 수컷이 4.3~6.4cm, 암컷이 4.85~7.50cm이다. 북쪽에 분포할수록, 그리고 고지대에 서식할수록 남쪽이나 저지대에 서식하는 개체들보다 크기가 더 큰 경향을 보인다. 알은 직경 2.1~2.3mm이다.

## 분포와 서식
일본붉은배영원은 일본 토종으로 오로지 혼슈·시코쿠·규슈와 그 도서지역에서만 발견된다. 친척인 칼꼬리영원이 비교적 면적이 작은 류큐에서만 서식하는 것과는 달리, 작은 섬보다는 큰 섬에서 더 많이 서식한다. 붉은배영원속에 속한 종 가운데서는 가장 북단에 서식하며, 이 종과 칼꼬리영원을 제외한 다른 붉은배영원은 모두 남중국에 서식한다. 또한 본섬으로부터 80km 이상 떨어진 하치조섬에도 시코쿠 개체군의 후손으로 추정되는 일부가 유입되어 서식 중이다. 이 하치조섬 개체군은 섬으로 유입된 경위를 정확히 알 수 없으며 1970년대에 유입되었을 것이라는 추측만이 존재한다. 미국에서도 매사추세츠주와 플로리다주에서 3번에 걸쳐 목격되었는데 모두 탈출한 것이거나 고의적으로 방류한 개체들로 밝혀졌으며, 개체군이 정착한 적은 지금껏 없다.
4가지 계통군 중 북부 계통군은 도호쿠와 간토 지방에, 중부 계통군은 주부와 간사이 북부, 주고쿠 동부에 분포하고 있어 서식지가 서로 겹치는 일이 없다. 서부 계통군은 간사이 남부, 주고쿠 서부, 규슈 중부에 서식하여 중부 계통군과 서식지가 조금 겹치며, 남부 계통군 역시 규슈 서부 및 남부에서 살고 있어 서식지가 겹치는 곳이 존재한다.
일본붉은배영원은 고산 지대에서도 살아갈 수 있으며 해발고도 30~2,020m에 걸쳐 서식할 수 있다. 숲, 초원, 관목지, 습지, 호수, 소택지, 농경지 등 다양한 환경에 적응하여 살며, 인공적으로 조성한 저수지나 수산양식 용도로 만든 연못에서도 살 수 있다.

## 습성과 생태

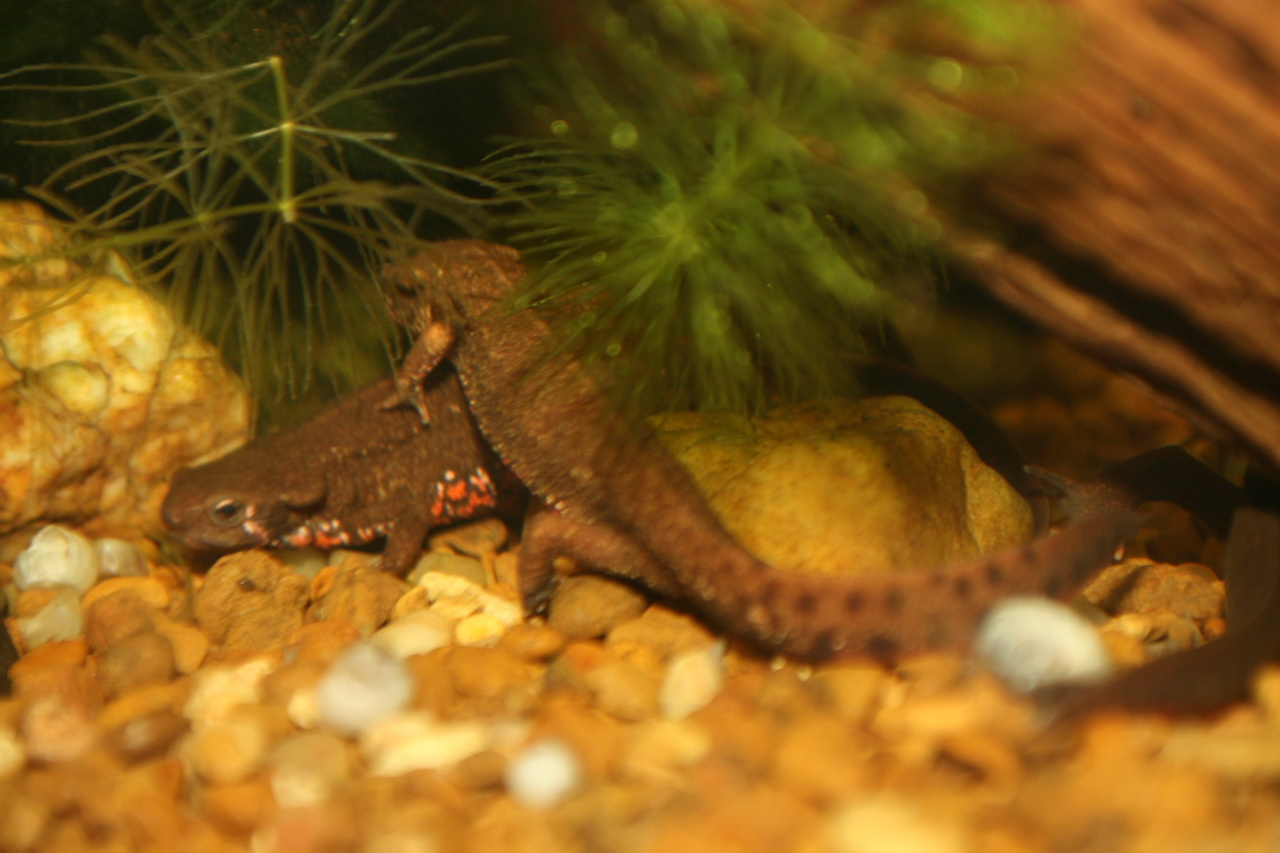
일본붉은배영원 한 쌍

### 번식과 한살이
일본붉은배영원의 번식 활동은 논, 연못, 개천, 물웅덩이, 하천 등 민물이 존재하는 어떤 환경에서도 이루어질 수 있다. 봄에서부터 초여름까지 암컷이 수컷의 구애를 받아들이는 것으로 번식이 시작된다. 번식기가 오면 암수 양쪽 모두 펩타이드 페로몬을 분비해 교미 준비를 알린다. 이때 수컷은 소데프린(sodefrin), 암컷은 이모린(imorin)이라고 하는 페로몬을 만들어낸다. 이 페로몬은 척추동물에서 최초 확인된 펩타이드 페로몬인 동시에 암컷 척추동물에서 최초 확인된 페로몬이며, 총배설강에서 분비된다.
수컷이 암컷에게 접근하여 총배설강 근처 냄새를 맡는 것으로 구애가 시작된다. 이후 수컷은 꼬리를 암컷한테 향하고 빠르게 진동시키며, 암컷은 주둥이로 수컷의 목을 밀면서 반응을 보인다. 그러면 수컷이 꼬리로 곡선을 그리며 천천히 다른 곳으로 이동하고, 암컷은 그 뒤를 따라가면서 가까워질 때마다 주둥이로 꼬리를 건드린다. 수컷은 몇 센티미터 간격으로 정자가 가득 담긴 덩어리인 정협(精莢)을 2~4개씩 흩뿌리며, 암컷은 정협을 총배설강에 넣어 담으려고 하지만 더러 실패도 한다. 암컷은 물바닥에 잠긴 잎이나 수초뿌리를 산란지로 하여 수중에 간격을 두고 알을 낳으며, 알은 총배설강에 담아간 정협마다 하나씩 수정된다. 번식이 한 번 이루어질 때마다 최대 40개씩 낳을 수 있으며, 한 번의 번식기를 통틀어서는 100~400개씩 낳을 수 있다.

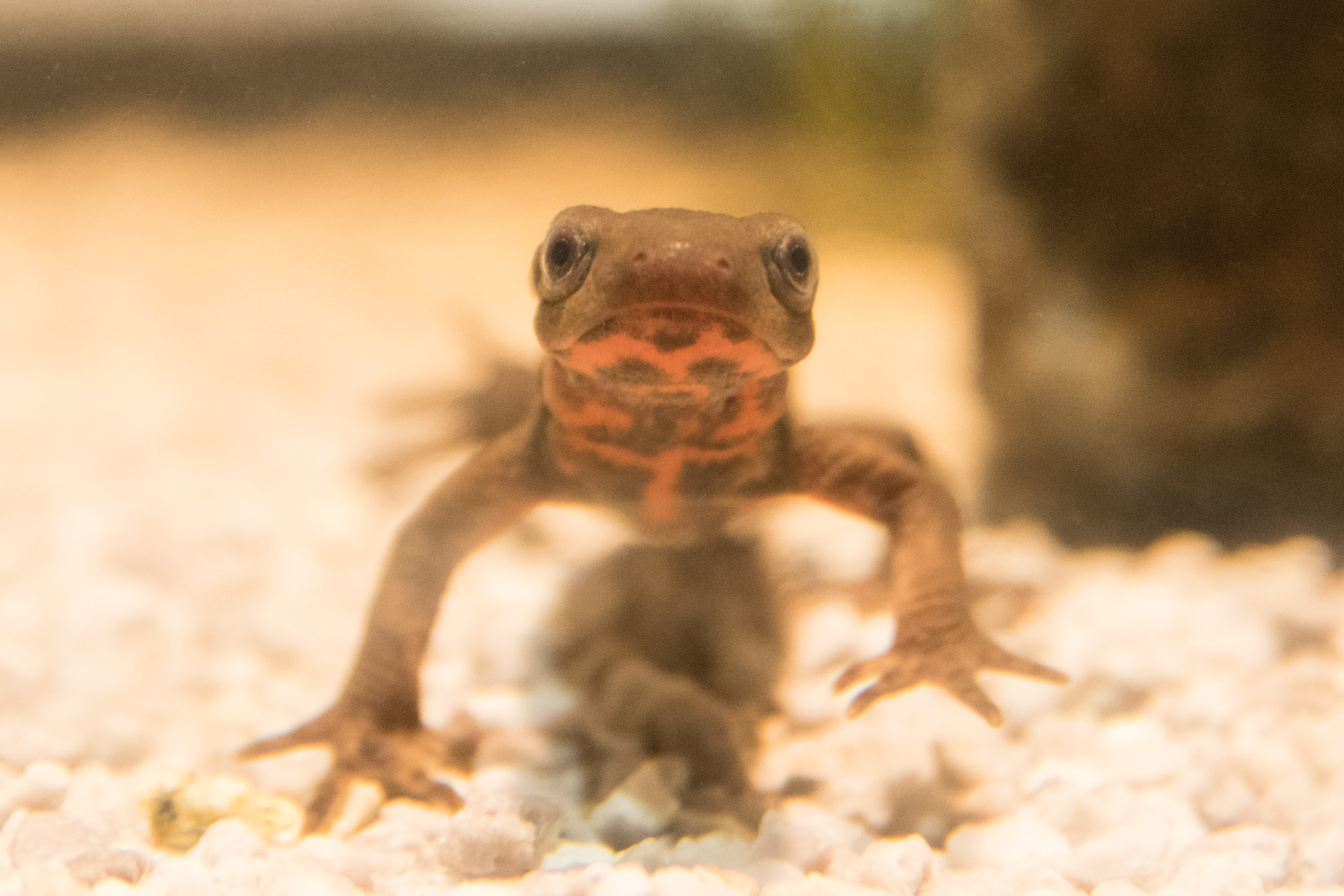
일본붉은배영원의 정면

새끼는 알을 낳은 지 3주만에 부화하며 태어날 때부터 아가미와 등지느러미가 있는 유생의 형태이다. 처음 3개월 동안은 3cm까지 자라며, 5~6개월이 되면 섭식활동을 중단하고 변태하여 아가미와 지느러미를 상실한다. 이렇게 어느 정도 성장한 아성체는 수중에서만 살 수는 없으며, 뭍에 나오지 못하면 익사한다. 성숙해지는 데 걸리는 시간은 고지대보다 저지대에 사는 개체가 더 짧다. 한편 고지대에서 사는 것이 더 오래 사는 편이지만 저지대에서 사는 개체에 비해서 크기가 더 작다. 야생에서는 길이 잡아 23세로 추정되는 개체가 발견된 적도 있었다.

### 정자 형성
일본붉은배영원은 정자가 만들어지는 중 체세포 분열이 감수분열로 바뀌는 기작을 연구하기에 이상적인 연구대상이다. 수컷은 이 전환 과정이 일어날 때 DNA 복제와 DNA 수선에 관여하는 DNA 중합효소 델타 보조 단백질, PCNA가 발현되며, 유전자 재조합에 관여하는 DMC1 단백질도 이 전환에 기여한다.

### 먹이
사육 상태에서, 유생일 때는 장구벌레·아르테미아·지렁이 등을 먹으며, 아성체로 자라나면 톡토기나 응애 등 토양 미소동물을 종종 포식하기도 한다. 후쿠시마현 아즈마산맥의 아고산대 습지에 사는 성체 일본붉은배영원을 연구한 결과, 일본붉은배영원은 살아있는 먹이와 사체를 모두 섭취하며, 다양한 곤충을 섭식한다는 것이 알려졌다. 잠자리목에 속하는 곤충이 많았으며, 애벌레는 거의 온전한 형태로 잡아먹혔지만 어른벌레는 그 조각만 발견됐다. 그 밖에도 파리목에 속하는 파리와 벌목에 속하는 잎벌·말벌·꿀벌·개미, 딱정벌레목에 속하는 각종 딱정벌레도 먹이로 삼고 있었다. 또한 독특하게도 같은 지역에 서식하는 산청개구리(Zhangixalus arboreus)의 올챙이와 동족의 알도 포식 대상인 것으로 드러났다. 이들의 식성은 계절 및 연도마다 계속 변화를 보이고 있었는데, 이는 살고 있는 환경에 서식하는 소동물의 구성이 달라지는 것에 대한 적응 결과로 보인다. 한편 도쿄 하치오지시에 소재한 도쿄 도립대학 캠퍼스 부지의 연못에서도 식성 연구가 이루어졌고, 이 개체들이 섭취한 올챙이가 슐레겔청개구리(Zhangixalus schlegelii)로 다른 것을 제외하면 엇비슷한 결과과 도출되었다.

### 천적

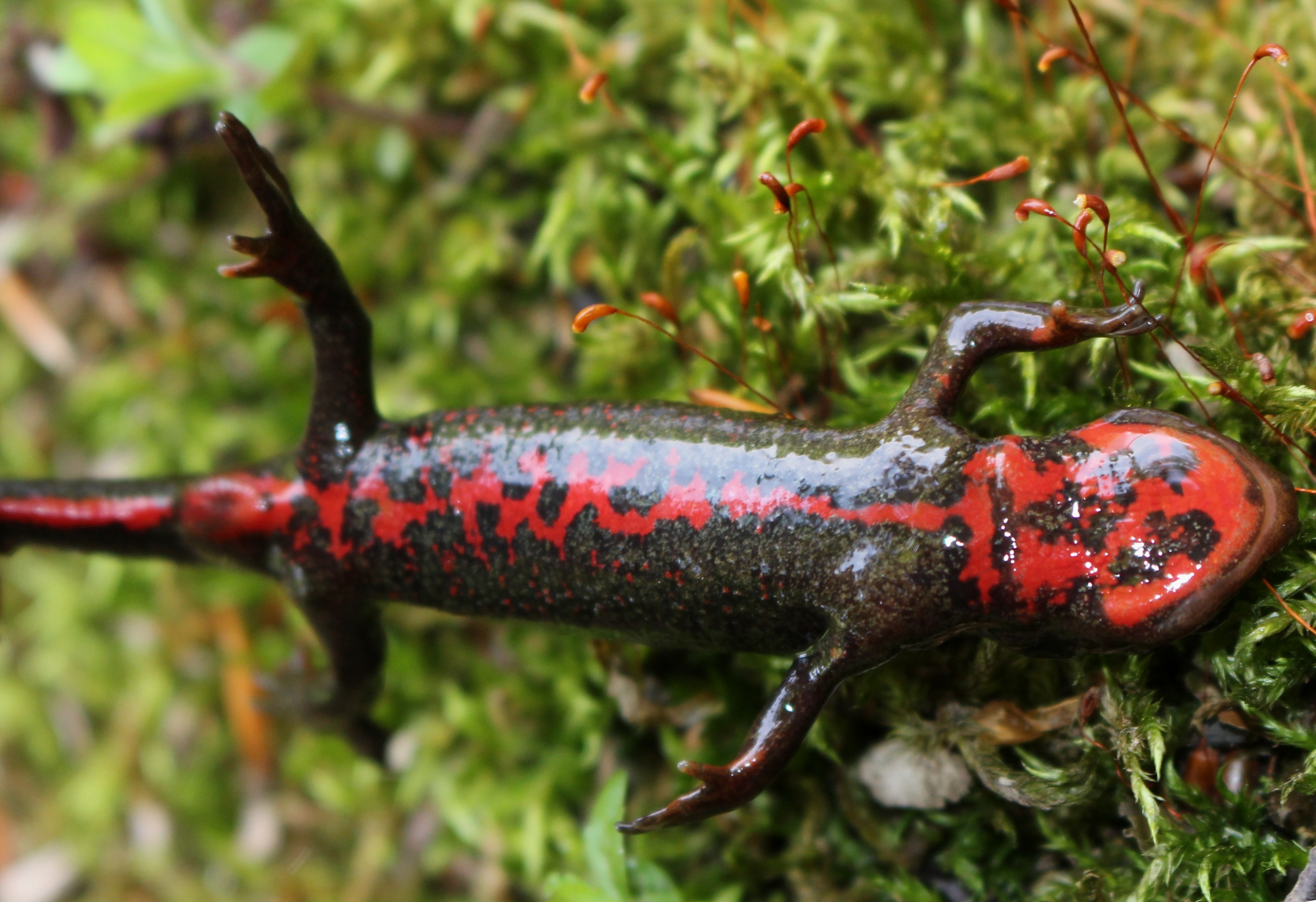
일본붉은배영원의 밑면. 붉은 배와 검은 얼룩무늬가 뚜렷하게 보인다.

일본 본토의 개체들과 그 주변 도서지역의 개체들은 포식자를 피하는 회피행동에서 차이를 보인다. 후쿠에섬과 같은 도서지역에 서식하는 소형 개체군은 천적과 맞닥뜨리면 운켄 반사라고 하는 위협 행동을 개시하는데 이는 드러누워 배의 빨간 부분을 경계색 삼아 노출시키는 것이다. 도서지역에서는 붉은색을 분간할 수 있는 새가 주된 천적이므로 경계색을 통한 위협이 효과적이다. 반면 본토에 서식하는 영원은 새와 다르게 색을 뚜렷하게 분간하지 못하는 포유류도 피해야 하므로 운켄 반사를 통한 회피법을 시도하는 횟수가 적다.
한편 또다른 천적인 뱀과 마주치면, 후쿠에섬 개체군은 꼬리를 양옆으로 움직여서 보여주는 행동을 하는데, 다치면 치명적인 머리보다 유사 시에 끊겨도 재생시킬 수 있는 꼬리로 뱀의 주의를 돌리기 위한 것이다. 반면 나가사키에 서식하는 개체군은 같은 상황에서 날쌘 속도로 도망친다. 두 지역에는 모두 뱀이 사는데도 행동에 차이가 나는 것은 본토에 서식하는 영원 쪽이 포유동물 천적에게서도 달아나도록 적응했기 때문인 것으로 보인다.

### 독성
야생 일본붉은배영원은 체내에 고농도의 신경독 테트로도톡신(TTX)을 함유하고 있다. 이 독은 조류와 포유류를 포함해 대다수의 척추동물에 작용하는 독으로 나트륨 통로의 활동을 중지시키기 때문에 천적이 선뜻 포식하지 못한다. 한 실험에 따르면, 테트로도톡신은 전적으로 섭취한 먹이의 성분으로부터 얻는 것으로 나타났다. 테트로도톡신을 합성할 수 없는 먹이만을 급여하여 키웠을 때 생후 36~70주 된 새끼 영원들은 유의미한 독성을 보이지 않았지만, 같은 원산지에서 채집한 야생 개체들은 독성이 높게 나타났다. 새끼들의 경우 테트로도톡신이 미량 검출될 때도 있지만, 이는 어미가 알을 낳을 때 독성이 전도된 것으로 보인다.
이 실험의 연장선에서 사육 개체에게 테트로도톡신을 포함한 먹이를 주기 시작했는데, 실험 개체들은 TTX가 함유된 실지렁이를 아무 탈 없이 섭취하고 소화시켰다. 그 뒤 이 개체들의 체내에서 독소가 검출되어 독소의 근원은 먹이라는 사실이 입증됐다. 아직 일본붉은배영원의 서식지에는 테트로도톡신을 생성하는 생물의 존재 여부가 확인되지 않았으나, 존재 가능성은 충분하며 추후 발견될 시 독소의 근원을 더 상세히 설명할 수 있을 것이다.

## 보존

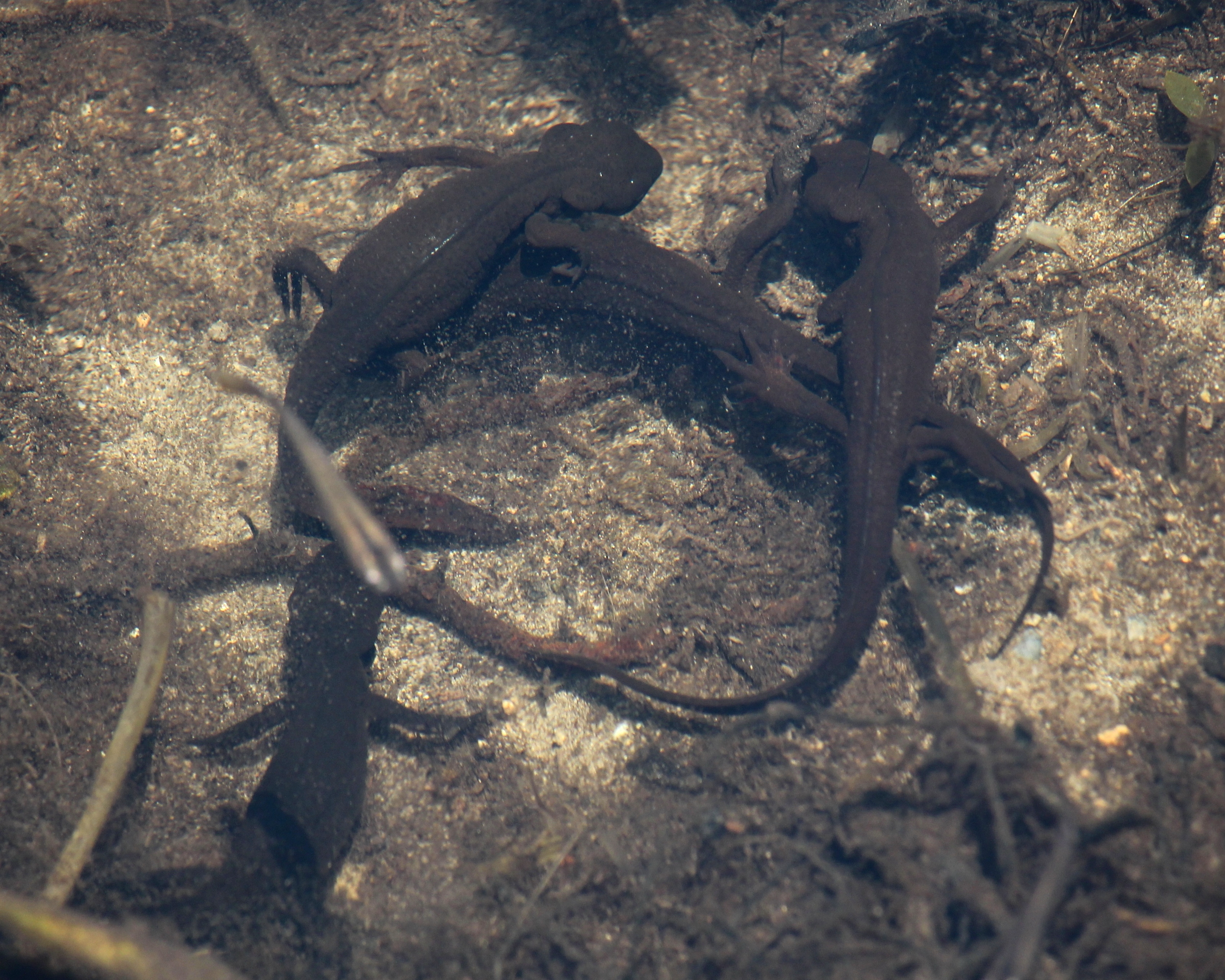
후쿠이현 쓰루가시 이케노코우치 습지대에서 촬영한 일본붉은배영원 무리

국제자연보전연맹(IUCN)은 일본붉은배영원을 2020년 보존상태를 갱신하여 절멸준위협종으로 분류했다. 본 갱신은 2004년 평가된 등급 최소관심종에서 한 단계 격상시킨 것이다. 단계 격상이 이루어진 데 영향을 미친 위협요인 중 하나는 애완동물 거래용으로 행해지는 채집활동으로, IUCN은 채집이 중단되어야 한다고 주장한다. 개체 수는 감소 추세에 있으며, 특히 거주지 근처에서 수효가 격감 중이다.
시가현 비와호에서는 데르모키스티디움목에 속하는 단세포 병원체가 일으키는 피부병변을 앓고 있는 개체들이 발견되었다. 이 피부병변은 포자를 퍼트리는 낭포가 생기는 증상이 있으며, 대부분 외피로 드러나 있었지만 어떤 것은 간에서 생겨나기도 했다. 전세계적으로 양서류 개체 감소의 원인으로 지목되는 이 질병은 근처에 서식하는 일본산청개구리와 같은 다른 양서류도 감염시킬 수 있어 우려를 사고 있다.
오로지 아쓰미반도에서만 산다고 알려진 한 변종은 1960년대를 넘기지 못하고 절멸한 것으로 추정되었지만, 2016년 과학자 세 명이 지타반도에 분포하는 영원이 형태적인 특성의 유사성을 들어 같은 변종일 가능성을 제기했다. 양 변종 모두 저온 환경을 선호하고, 피부 감촉이 부드러우며, 등 쪽은 희끗하고 배 쪽은 노란색을 띠고 있기 때문이다. 그렇다고 해도 이 변종은 극도로 희소하고 취약한 환경에서 살고 있기 때문에 적절한 보호조치가 없으면 곧 명맥이 끊길 수도 있다.

## 인간과의 관계

### 연구
일본붉은배영원은 실험동물로서 유용성을 보이지만 변태 이후로는 관리하기가 어렵다. 일본 학술진흥회가 후원한 실험에서, 싸이오요소(TU)를 통해 변태를 차단하고 유생 상태로 약 2년간 관리할 수 있으며, 그 상태에서 TU 용액을 다시 제거하여 변태를 시킬 수도 있다는 것을 밝혀냈다. 이 방법은 재생력에 아무런 장애를 미치지 않았다.
일본붉은배영원은 모틸린을 생성한다. 이는 많은 종류의 척추동물이 생성하는 펩타이드의 일종으로 위장관 수축을 자극하는 역할을 한다. 일본붉은배영원의 경우 작은창자와 이자에서 분비되는데, 이자에서 모틸린을 생성하는 경우는 일본붉은배영원에서 처음 관찰되었다. 또한 이자에서 인슐린을 분비하기도 한다. 모틸린이 양서류에서 발견된 것 역시 이 사례가 처음으로, 양서류의 몸에서도 모틸린이 조류와 포유류의 몸에서 맡았던 일을 비슷하게 수행한다는 것을 시사하며, 이자에서 생기는 모틸린의 존재로 아직까지 알려지지 않은 모틸린의 역할이 있을 수도 있다는 것 역시 시사한다.
도롱뇽목에 속한 다른 도롱뇽 및 영원 종류와 마찬가지로, 일본붉은배영원은 절단된 신체 부위를 다시 돋아나게 하는 끈질긴 재생력을 지니고 있다. 재생시킬 수 있는 신체부위의 범위는 네 다리와 관절부터 아래턱에 이르기까지 매우 넓다. 재생 과정에서 새롭게 생겨난 조직은 잘려나가기 전의 조직과 매우 닮아 있다. 심지어는 수정체를 잃어도 재생시킬 수 있으며, 유생은 30일, 성체는 80일 정도가 지나면 다시 재생된다. 눈의 크기에 따라서 재생 기간에 차이는 있어도 재생능력 자체에는 변화가 없다. 새끼 쪽이 성체보다 더 재생력이 뛰어나다는 사실이 본 연구를 통해 밝혀진 셈이다.

### 사육
일본붉은배도롱뇽은 사육 환경에서 기를 수도 있다. 수의학 박사 리안 맥클라우드에 따르면 일본붉은배영원은 비교적 관리 부담이 적은 동물로서, 실지렁이·아르테미아·물벼룩 등을 즐겨 먹으며, 좀더 자란 개체의 경우 구피도 먹을 수 있다.

### 내용주
1. ↑  이 학명은 이따금 속명 몰게가 몰가(Molga)로 오기되기도 했다. 명명자인 보이에 본인조차도 종종 이런 식으로 틀리게 적는 실수를 하고는 했다.
2. ↑  수컷 페로몬인 소데프린은 일본어 소데후리(袖振り), 암컷 페로몬 이모린은 여성을 부르는 애칭인 이모(妹)에서 유래했다.

### 참조주
1. 1 2 3 4  Frost, Darrel R. (2023). “Cynops pyrrhogaster (Boie, 1826)”. 《Amphibian Species of the World: An Online Reference》. doi:10.5531/db.vz.0001. 2021년 5월 2일에 원본 문서에서 보존된 문서. 2023년 1월 8일에 확인함.
2. 1 2 3 4 5  IUCN SSC Amphibian Specialist Group (2021). “Cynops pyrrhogaster”. 《IUCN 적색 목록》 (IUCN) 2021: e.T59444A177224976. doi:10.2305/IUCN.UK.2021-1.RLTS.T59444A177224976.en. 2021년 11월 12일에 확인함.
3. ↑  Oken, Lorenz (1826). “Isis von Oken”. 《Expedition der Isis》 (독일어): 203–204. 2023년 1월 10일에 원본 문서에서 보존된 문서. 2023년 1월 8일에 확인함.
4. ↑  Boie, Heinrich (1827). 《Kenteekenen van eenige Japansche Amphibiën》 (네덜란드어). Joh. F. Snelleman. 30–31쪽. doi:10.5962/bhl.title.46817. OCLC 727216017. 2022년 10월 28일에 원본 문서에서 보존된 문서. 2022년 10월 28일에 확인함.
5. ↑  Jobling, James A. (2010). 《The Helm dictionary of scientific bird names [electronic resource]: from aalge to zusii》. Christopher Helm. 326쪽. ISBN 978-1-4081-3326-2. 2022년 11월 13일에 확인함.
6. ↑  Tschudi, Johann Jakob von; Agassiz, Louis (1838). 《Classification der Batrachier: mit Berucksichtigung der fossilen Thiere dieser Abtheilung der Reptilien / von J. J. Tschudi》 (독일어). 뇌샤텔 대학교. 94쪽. doi:10.5962/bhl.title.4883. OCLC 964903266. 2022년 10월 28일에 원본 문서에서 보존된 문서. 2022년 10월 28일에 확인함.
7. ↑  Gray, John Edward (1850). 《Catalogue of the Specimens of Amphibia in the Collection of the British Museum. Part II. Batrachia gradientia, etc》. Printed by order of the Trustees. 25쪽. doi:10.5962/bhl.title.64048. OCLC 3183646. 2022년 10월 28일에 원본 문서에서 보존된 문서. 2022년 10월 28일에 확인함.
8. ↑  Chan, Lauren M.; Zamudio, Kelly R.; Wake, David B. (December 2001). “Relationships of the salamandrid genera Paramesotriton, Pachytriton, and Cynops based on mitochondrial DNA sequences”. 《Copeia》 2001 (4): 997–1009. doi:10.1643/0045-8511(2001)001[0997:ROTSGP]2.0.CO;2. ISSN 0045-8511. S2CID 46994906. 2022년 10월 28일에 원본 문서에서 보존된 문서. 2022년 10월 28일에 확인함.
9. ↑  “Cynops pyrrhogaster”. 《itis.gov》. 2022년 10월 30일에 원본 문서에서 보존된 문서. 2022년 10월 30일에 확인함.
10. 1 2 3 4 5 6  Tominaga, Atsushi; Matsui, Masafumi; Yoshikawa, Natsuhiko; Nishikawa, Kanto; Hayashi, Terutake; Misawa, Yasuchika; Tanabe, Shingo; Ota, Hidetoshi (March 2013). “Phylogeny and historical demography of Cynops pyrrhogaster (Amphibia: Urodela): Taxonomic relationships and distributional changes associated with climatic oscillations”. 《Molecular Phylogenetics and Evolution》 66 (3): 654–667. doi:10.1016/j.ympev.2012.10.015. PMID 23103571. 2022년 10월 28일에 확인함.
11. ↑  Tagami, Masataka; Horie, Chikako; Kawai, Toshimasa; Sakabe, Ai; Shimada, Tomohiko (2015). “The Mating behavior of Cynops pyrrhogaster from Gifu and Aichi Prefectures, Central Japan, in captivity”. 《Current Herpetology》 34 (1): 12–18. doi:10.5358/hsj.34.12. S2CID 86006031. 2022년 10월 30일에 원본 문서에서 보존된 문서. 2022년 10월 30일에 확인함.
12. ↑  Tominaga, Atsushi; Matsui, Masafumi; Yoshikawa, Natsuhiko; Eto, Koshiro; Nishikawa, Kanto (2018년 3월 16일). “Genomic displacement and shift of the hybrid zone in the Japanese fire-bellied newt”. 《Journal of Heredity》 109 (3): 232–242. doi:10.1093/jhered/esx085. PMID 29566204. 2022년 10월 29일에 원본 문서에서 보존된 문서. 2022년 10월 29일에 확인함.
13. 1 2 3  Matsui, Kumi; Mochida, Koji; Nakamura, Masahisa (July 2003). “Food habit of the juvenile of the Japanese newt Cynops pyrrhogaster”. 《Zoological Science》 20 (7): 855–859. doi:10.2108/zsj.20.855. PMID 12867714. S2CID 40530531.
14. 1 2 3  Ihara, Sadao (February 2014). “Food habits of the adult Japanese newt”. 《Current Herpetology》 33 (1): 38–45. doi:10.5358/hsj.33.38. ISSN 1345-5834. S2CID 83534797. 2022년 10월 30일에 원본 문서에서 보존된 문서. 2022년 10월 30일에 확인함.
15. 1 2  Mochida, Koji (2009년 6월 23일). “A parallel geographical mosaic of morphological and behavioural aposematic traits of the newt, Cynops pyrrhogaster (Urodela: Salamandridae): parallel variation in aposematic traits”. 《Biological Journal of the Linnean Society》 97 (3): 613–622. doi:10.1111/j.1095-8312.2008.01182.x.
16. ↑  Matsui, Kumi; Marunouchi, Junsuke; Nakamura, Masahisa (2003). “Red variants of the Japanese newt Cynops pyrrhogaster (Amphibia: Salamandridae): review of records and captive observations on the heredity of coloration”. 《Current Herpetology》 22 (1): 37–42. doi:10.5358/hsj.22.37. S2CID 89239218. 2018년 10월 30일에 원본 문서에서 보존된 문서. 2022년 10월 30일에 확인함.
17. ↑  Stejneger, Leonhard (1907). “Herpetology of Japan and adjacent territory”. 《Bulletin of the United States National Museum》 (58): 16. doi:10.5479/si.03629236.58.i. 2022년 10월 30일에 원본 문서에서 보존된 문서. 2022년 10월 30일에 확인함.
18. 1 2  “Cynops pyrrhogaster”. 《usgs.gov》. 2022년 10월 28일에 원본 문서에서 보존된 문서. 2022년 10월 27일에 확인함.
19. 1 2 3  Ochi, Osamu; Marunouchi, Junsuke; Ueda, Hiroaki (2000년 1월 1일). “Variation in age and size among breeding populations at different altitudes in the Japanese newts, Cynops pyrrhogaster”. 《Amphibia-Reptilia》 (영어) 21 (3): 381–396. doi:10.1163/156853800507444. ISSN 1568-5381. 2022년 10월 29일에 원본 문서에서 보존된 문서. 2022년 10월 29일에 확인함.
20. ↑  Tominaga, Atsushi; Meyer-rochow, V. Benno; Okamoto, Taku; Kuriyama, Takeo; Nishikawa, Kanto; Matsui, Masafumi (February 2016). “Origin and genetic uniformity of introduced population of Cynops pyrrhogaster (Amphibia: Urodela) on Hachijojima Island”. 《Current Herpetology》 35 (1): 64–68. doi:10.5358/hsj.35.64. S2CID 87404627. 2022년 10월 30일에 원본 문서에서 보존된 문서. 2022년 10월 30일에 확인함.
21. ↑  Van Bocxlaer, Ines; Maex, Margo; Treer, Dag; Janssenswillen, Sunita; Janssens, Rik; Vandebergh, Wim; Proost, Paul; Bossuyt, Franky (2016년 3월 3일). “Beyond sodefrin: evidence for a multi-component pheromone system in the model newt Cynops pyrrhogaster (Salamandridae)”. 《Scientific Reports》 (영어) 6 (1): 21880. Bibcode:2016NatSR...621880V. doi:10.1038/srep21880. ISSN 2045-2322. PMC 4776240. PMID 26935790.
22. ↑  Nakada, Tomoaki; Toyoda, Fumiyo; Matsuda, Kouhei; Nakakura, Takashi; Hasunuma, Itaru; Yamamoto, Kazutoshi; Onoue, Satomi; Yokosuka, Makoto; Kikuyama, Sakae (2017년 1월 25일). “Imorin: a sexual attractiveness pheromone in female red-bellied newts (Cynops pyrrhogaster)”. 《Scientific Reports》 (영어) 7 (1): 41334. Bibcode:2017NatSR...741334N. doi:10.1038/srep41334. ISSN 2045-2322. PMC 5264602. PMID 28120945.
23. ↑  Kikuyama, S.; Toyoda, F.; Ohmiya, Y.; Matsuda, K.; Tanaka, S.; Hayashi, H. (1995). “Sodefrin: A female-attracting peptide pheromone in newt cloacal glands”. 《Science》 267 (5204): 1643–1645. Bibcode:1995Sci...267.1643K. doi:10.1126/science.7886452. ISSN 0036-8075. JSTOR 2886746. PMID 7886452. S2CID 38424857. 2022년 10월 29일에 원본 문서에서 보존된 문서. 2022년 10월 29일에 확인함.
24. 1 2  Kutsuki, Takako; Hasegawa, Eisuke (September 2016). “Female preference for both behavior and morphology traits of the male Japanese newt Cynops pyrrhogaster”. 《Journal of Ethology》 34 (3): 337–342. doi:10.1007/s10164-016-0480-x. S2CID 11330345. 2022년 10월 30일에 원본 문서에서 보존된 문서. 2022년 10월 30일에 확인함.
25. 1 2 3  Chiba, Chikafumi; Yamada, Shouta; Tanaka, Hibiki; Inae-Chiba, Maiko; Miura, Tomoya; Casco-Robles, Martin Miguel; Yoshikawa, Taro; Inami, Wataru; Mizuno, Aki; Islam, MD. Rafiqul; Han, Wenje; Yasumuro, Hirofumi; Matsumoto, Mikiko; Takayanagi, Miyako (2012년 5월 1일). “Metamorphosis inhibition: an alternative rearing protocol for the newt, Cynops pyrrhogaster”. 《Zoological Science》 29 (5): 293–298. doi:10.2108/zsj.29.293. PMID 22559962. S2CID 22637590. 2022년 10월 30일에 확인함.
26. ↑  Casco-Robles, Martin Miguel; Yamada, Shouta; Miura, Tomoya; Nakamura, Kenta; Haynes, Tracy; Maki, Nobuyasu; Del Rio-Tsonis, Katia; Tsonis, Panagiotis A; Chiba, Chikafumi (May 2011). “Expressing exogenous genes in newts by transgenesis”. 《Nature Protocols》 6 (5): 600–608. doi:10.1038/nprot.2011.334. PMID 21527918. S2CID 5305751. 2022년 11월 18일에 원본 문서에서 보존된 문서. 2022년 10월 30일에 확인함.
27. 1 2  Yazawa T, Yamamoto T, Nakayama Y, Hamada S, Abé S. Conversion from mitosis to meiosis: morphology and expression of proliferating cell nuclear antigen (PCNA) and Dmc1 during newt spermatogenesis. Dev Growth Differ. 2000 Dec;42(6):603-11. doi: 10.1046/j.1440-169x.2000.00544.x. PMID 11142682
28. ↑  Hikari, Nakagawa; Ho, Kusano (2007). 東京都八王子市南大沢におけるアカハライモリ (Cynops pyrrhogaster) の食性 中川 光, 草野 保. 《Bulletin of the Herpetological Society》 (일본어) 2007 (1): 1–5. doi:10.14880/hrghsj1999.2007.1. 2022년 10월 31일에 원본 문서에서 보존된 문서. 2022년 10월 31일에 확인함.(구독 필요)
29. 1 2  Mochida, Koji; Mori, Akira (2021년 11월 29일). “Antipredator behavior of newts (Cynops pyrrhogaster) against snakes”. 《PLOS ONE》 16 (11): e0258218. Bibcode:2021PLoSO..1658218M. doi:10.1371/journal.pone.0258218. PMC 8629279. PMID 34843491.
30. 1 2  Kudo, Yuta; Chiba, Chikafumi; Konoki, Keiichi; Cho, Yuko; Yotsu-Yamashita, Mari (July 2015). “Confirmation of the absence of tetrodotoxin and its analogues in the juveniles of the Japanese fire-bellied newt, Cynops pyrrhogaster, captive-reared from eggs in the laboratory using HILIC-LC-MS”. 《Toxicon》 101: 101–105. doi:10.1016/j.toxicon.2015.05.008. PMID 25986913. 2022년 10월 27일에 확인함.
31. ↑  Kudo, Yuta; Chiba, Chikafumi; Konoki, Keiichi; Cho, Yuko; Yotsu-Yamashita, Mari (October 2017). “Dietary administration of tetrodotoxin and its putative biosynthetic intermediates to the captive-reared non-toxic Japanese fire-bellied newt, Cynops pyrrhogaster”. 《Toxicon》 137: 78–82. doi:10.1016/j.toxicon.2017.07.016. PMID 28734983. 2022년 10월 28일에 확인함.
32. ↑  “Japanese fire-bellied newt”. 《iucnredlist.org》. 2021년 1월 26일에 원본 문서에서 보존된 문서. 2022년 10월 30일에 확인함.
33. ↑  Kawahara, Go; Takayama, Yuta; Sugiyama, Makoto; Ikadai, Hiromi; Hashimoto, Osamu (2022). “Dermocystid infection in Japanese fire-bellied newt, Cynops pyrrhogaster”. 《Journal of Veterinary Medical Science》 84 (10): 1410–1416. doi:10.1292/jvms.22-0233. PMC 9586028. PMID 36047163. S2CID 251945249. 2022년 10월 29일에 원본 문서에서 보존된 문서. 2022년 10월 29일에 확인함.
34. ↑  Shimada, Tomohiko; Maeda, Syota; Sakakibara, Masaki (February 2016). “A morphological study of Cynops pyrrhogaster from the Chita Peninsula: rediscovery of the 'extinct' Atsumi race endemic to peninsular regions of Aichi Prefecture, Central Japan”. 《Current Herpetology》 35 (1): 38–52. doi:10.5358/hsj.35.38. ISSN 1345-5834. S2CID 88355202. 2022년 10월 30일에 원본 문서에서 보존된 문서. 2022년 10월 30일에 확인함.
35. ↑  Matsumoto, Mio; Takemi, Shota; Sakai, Takafumi; Sakata, Ichiro (July 2022). “Identification of motilin in Japanese fire bellied newt”. 《General and Comparative Endocrinology》. 323-324: 114031. doi:10.1016/j.ygcen.2022.114031. PMID 35331740. S2CID 247653195.
36. 1 2  Tsutsumi, Rio; Inoue, Takeshi; Yamada, Shigehito; Agata, Kiyokazu (February 2015). “Reintegration of the regenerated and the remaining tissues during joint regeneration in the newt Cynops pyrrhogaster”. 《Regeneration》 (영어) 2 (1): 26–36. doi:10.1002/reg2.28. ISSN 2052-4412. PMC 4895332. PMID 27499865.
37. ↑  Kurosaka, Hiroshi; Takano-Yamamoto, Teruko; Yamashiro, Takashi; Agata, Kiyokazu (February 2008). “Comparison of molecular and cellular events during lower jaw regeneration of newt (Cynops pyrrhogaster) and West African clawed frog (Xenopus tropicalis)”. 《Developmental Dynamics》 (영어) 237 (2): 354–365. doi:10.1002/dvdy.21419. PMID 18161063. S2CID 41117859.
38. ↑  Inoue, Takeshi; Inoue, Ryo; Tsutsumi, Rio; Tada, Kikuo; Urata, Yuko; Michibayashi, Chiaki; Takemura, Shota; Agata, Kiyokazu (October 2012). “Lens regenerates by means of similar processes and timeline in adults and larvae of the newt Cynops pyrrhogaster”. 《Developmental Dynamics》 (영어) 241 (10): 1575–1583. doi:10.1002/dvdy.23854. PMID 22930574. S2CID 6513165. 2022년 10월 30일에 원본 문서에서 보존된 문서. 2022년 10월 30일에 확인함.
39. ↑  McLeod, Lianne. “Fire Belly Newt: Species Profile”. 《thesprucepets.com》 (영어). 2022년 10월 30일에 원본 문서에서 보존된 문서. 2022년 10월 30일에 확인함.